# All of a Sudden Norma
All of a Sudden Norma er en amerikansk stumfilm fra 1919 af Howard C. Hickman.

## Medvirkende
- Bessie Barriscale - Norma Brisbane
- Joseph J. Dowling - Hamilton Brisbane
- Albert R. Cody - Cuthbert Van Zelt
- R. Henry Grey - Oliver Garrett
- Frank Leigh
- Melbourne MacDowell - Emerson Trent